# Carlos Martínez Baena
Carlos Martínez Baena (né le 7 mai 1889 à Madrid et mort le 29 mai 1971 à Mexico) est un acteur et scénariste hispano-mexicain avec une activité intense à l'époque dorée du cinéma mexicain, presque toujours en tant qu'acteur secondaire ou de complément.

## Biographie
Né en Espagne, Carlos Martínez Baena déménage très jeune avec sa famille au Mexique, où il devient journaliste. En 1920, alors qu'il vit en Argentine, il décide de devenir acteur, et peu de temps après, il retourne en Espagne, où il travaille comme acteur de théâtre.
Il entame alors une carrière au cinéma et apparaît au début et au milieu des années 1930 dans des films argentins, espagnols et américains. En 1940, pour échapper à la dictature de Francisco Franco, il retourne au Mexique. L'année suivante, il commence à apparaître dans des films mexicains dans de nombreux rôles d'acteur de complément, interprétant des personnages jouant fréquemment avec la gentillesse.
Carlos Martínez Baena a également été très impliqué, au cours de sa carrière, dans le Syndicat des acteurs mexicains (es) (A.N.D.A.).
Il a également écrit et adapté des scénarios de films, ainsi que de la poésie.
En 1970, à l'âge de quatre-vingts ans, il tourne son dernier film, El inolvidable Chucho el Roto d'Alfredo Zacarías, sorti le 4 février 1971, quelques mois avant sa mort.
Carlos Martínez Baena meurt le 29 mai 1971 à Mexico, à l'âge de 82 ans.

## Filmographie partielle

### Comme acteur

#### Cinéma
- 1931 : Las luces de Buenos Aires d'Adelqui Migliar
- 1931 : Un caballero de frac de Roger Capellani et Carlos San Martín
- 1932 : ¿Cuándo te suicidas? de Manuel Romero
- 1934 : El canto del ruiseñor de Carlos San Martín
- 1934 : El agua en el suelo d'Eusebio Fernández Ardavín
- 1937 : Liberación de Josep Amich i Bert
- 1941 : ¡Ay, qué tiempos señor don Simón! de Manuel Romero
- 1942 : La abuelita de Raphael J. Sevilla
- 1944 : La Femme sans âme (La mujer sin alma) de Fernando de Fuentes
- 1944 : El intruso de Mauricio Magdaleno
- 1944 : Amores de ayer d'Ismael Rodríguez
- 1944 : El rey se divierte de Fernando de Fuentes
- 1944 : Alma de bronce de Dudley Murphy
- 1945 : Nosotros de Fernando A. Rivero
- 1945 : Un corazón burlado de José Benavides fils
- 1945 : Como yo te quería de Raphael J. Sevilla
- 1945 : Adieu toréro (en) (La hora de la verdad) de Norman Foster
- 1945 : Espinas de una flor de Ramón Peón
- 1946 : Una sombra en mi destino d'Alberto Gout
- 1946 : ¡Ya tengo a mi hijo! d'Ismael Rodríguez
- 1946 : El último amor de Goya de Jaime Salvador
- 1946 : Papá Lebonard de Ramón Peón
- 1946 : Yo fui una usurpadora de Miguel Morayta
- 1946 : Humo en los ojos d'Alberto Gout
- 1946 : Bienaventurados los que creen de Ramón Peón
- 1947 : Con la música por dentro de Humberto Gómez Landero
- 1947 : El amor abrió los ojos de Raphael J. Sevilla
- 1947 : La Déesse agenouillée (La diosa arrodillada) de Roberto Gavaldón
- 1947 : Chachita la de Triana d'Ismael Rodríguez
- 1948 : Reina de reinas: La Virgen María de Miguel Contreras Torres
- 1948 : La bien pagada d'Alberto Gout
- 1948 : Nocturno de amor d'Emilio Gómez Muriel
- 1948 : El supersabio de Miguel M. Delgado
- 1949 : Lola Casanova de Matilde Landeta
- 1949 : El charro del Cristo de René Cardona
- 1949 : La casa embrujada de Fernando A. Rivero
- 1949 : Una canción a la vírgen de René Cardona
- 1950 : Mujeres en mi vida de Fernando A. Rivero
- 1950 : Otra primavera de Alfredo B. Crevenna
- 1950 : Cordon, s'il vous plaît (El portero) de Miguel M. Delgado
- 1950 : Gemma de René Cardona
- 1950 : Entre tu amor y el cielo d'Emilio Gómez Muriel
- 1951 : El siete machos de Miguel M. Delgado
- 1951 : Monte de piedad de Carlos Véjar Cervantes
- 1952 : Mamá nos quita los novios de Roberto Rodríguez
- 1952 : Prefiero a tu papá..! de Roberto Rodríguez
- 1952 : Secretaria particular de José Díaz Morales
- 1953 : Ni pobres ni ricos de Fernando Cortés
- 1953 : Tourments (El) de Luis Buñuel
- 1953 : Sí, mi vida de Fernando Méndez
- 1953 : El lunar de la familia de Fernando Méndez
- 1953 : Las cariñosas de Fernando Cortés
- 1954 : Passion sauvage (Camelia) de Roberto Gavaldón
- 1954 : La intrusa de Matilde Landeta
- 1954 : La entrega de Julián Soler
- 1954 : Un minuto de bondad d'Emilio Gómez Muriel
- 1954 : La ciudad de los sueños d'Enrique Gómez
- 1955 : Le Fleuve de la mort (El río y la muerte) de Luis Buñuel
- 1955 : Pecado mortal de Miguel M. Delgado]
- 1955 : La Vie criminelle d'Archibald de la Cruz (Ensayo de un crimen) de Luis Buñuel
- 1955 : Cupido pierde a Paquita d'Ismael Rodríguez
- 1955 : Chilam Balam d'Íñigo de Martino
- 1956 : La sombra vengadora de Rafael Baledón
- 1956 : La sombra vengadora vs. La mano negra de Rafael Baledón
- 1957 : Amor del bueno de Ramón Peón
- 1957 : Hay ángeles con espuelas de Fernando Méndez
- 1957 : La mujer que no tuvo infancia de Tito Davison
- 1958 : A media luz los tres de Julián Soler
- 1958 : Un vago sin oficio de Zacarías Gómez Urquiza
- 1959 : Mi niño, mi caballo y yo de Miguel M. Delgado
- 1959 : La última lucha de Julián Soler
- 1961 : El analfabeto de Miguel M. Delgado
- 1969 : La muñeca perversa de Rafael Baledón
- 1970 : Angelitos negros de Joselito Rodríguez
- 1971 : El inolvidable Chucho el Roto d'Alfredo Zacarías

#### Télévision
- 1969 : El ojo de vidrio de Leandro Blanch (série télévisée)

### Comme scénariste
- 1937 : El cerco de Huesca (documentaire, court métrage)
- 1937 : División heroica (documentaire, court métrage)
- 1937 : En la brecha (court métrage) de Ramón Quadreny
- 1937 : El frente y la retaguardia (court métrage) de Joaquín Giner
- 1937 : Liberación de Josep Amich i Bert
- 1942 : La abuelita de Raphael J. Sevilla
- 1943 : La déesse dans l'arène (Maravilla del toreo) de Raphael J. Sevilla
- 1946 : El último amor de Goya de Jaime Salvador
- 1947 : El amor abrió los ojos de Raphael J. Sevilla

## Crédit d'auteurs
- (es) Cet article est partiellement ou en totalité issu de l’article de Wikipédia en espagnol intitulé « Carlos Martínez Baena » (voir la liste des auteurs).